# USA:s Grand Prix 2005
USA:s Grand Prix 2005 var det nionde av 19 lopp ingående i formel 1-VM 2005.

## Rapport
Ralf Schumacher i Toyota, som kraschade vid samma tävling året innan, råkade ut för en olycka i hög fart under fredagens träning på grund av däckproblem. Detta medförde att han inte ställde upp i loppet. Han ersattes av reservföraren Ricardo Zonta. 
Däckleverantören Michelin kom till Indianapolis med däck som man inte kunde garantera säkerheten med. Detta medförde att man rådde de stall som använde deras däck att INTE starta i loppet om inte en chikan placerades framför kurva 13 eller att man skulle få lov att byta däck under loppet. Alla de aktuella stallen följde rådet och lät sina bilar gå i depå efter formationsvarvet och därmed bryta loppet. Åskådarna, som räknades till cirka 130 000, var mycket missnöjda med detta lopp som betecknades som en parodi och ett praktfiasko. Detta blev det underligaste loppet på länge, endast sex bilar, de med däck från Bridgestone, startade i loppet. Eftersom samtliga bilar körde formationsvarvet delades VM-poäng ut trots att så få deltog i själva loppet. 
Händelsen innebar att detta riskerade att bli det sista formel 1-loppet i USA på många år. Michelin erbjöd sig senare att betala tillbaka entréavgifterna till åskådarna på plats. Man lovade också att köpa 20 000 biljetter till USA:s Grand Prix 2006 och dela ut bland publiken. FIA anklagade även Michelin och deras klienter, stallen, för att bryta concordeavtalet. De blev däremot friade eftersom lagen i Indiana innebar att racet hade klassats som olagligt på grund av skaderisken.

## Resultat
1. Michael Schumacher, Ferrari, 10 poäng
2. Rubens Barrichello, Ferrari, 8
3. Tiago Monteiro, Jordan-Toyota, 6
4. Narain Karthikeyan, Jordan-Toyota, 5
5. Christijan Albers, Minardi-Cosworth, 4
6. Patrick Friesacher, Minardi-Cosworth, 3

### Förare som drog sig ur loppet
- Jarno Trulli, Toyota
- Kimi Räikkönen, McLaren-Mercedes
- Jenson Button, BAR-Honda
- Giancarlo Fisichella, Renault
- Fernando Alonso, Renault
- Takuma Sato, BAR-Honda
- Mark Webber, Williams-BMW
- Felipe Massa, Sauber-Petronas
- Juan Pablo Montoya, McLaren-Mercedes
- Jacques Villeneuve, Sauber-Petronas
- Ricardo Zonta, Toyota
- Christian Klien, Red Bull-Cosworth
- Nick Heidfeld, Williams-BMW
- David Coulthard, Red Bull-Cosworth

## VM-ställning
| Förarmästerskapet 1. Fernando Alonso, Renault, 59 2. Kimi Räikkönen, McLaren-Mercedes, 37 3. Michael Schumacher, Ferrari, 34 | Konstruktörsmästerskapet 1. Renault, 76 2. McLaren-Mercedes, 63 Ferrari, 63 3. Williams-BMW, 47 Toyota, 47 |